# Круча (Мелітополь)
Круча — історичний район Мелітополя, що включає в себе приватний сектор на північно-східній околиці міста.

## Географічне положення
Круча розташована на правому березі річки Молочної, простягнувшись по крутому схилу річкової долини. Над Кручею знаходиться лісопарк, а під Кручею проритий осушувальний канал, що впадає в річку Молочну. На північний захід від Кручі розташований район Червона Гірка, на протилежному березі річки — село Вознесенка.
Район складається з 5 вулиць. За порядком (з гори донизу) — Червоногірська, Підгірна, Пушкіна, 23 жовтня і Комсомольська. Вулиця Пушкіна є центральною, має найкраще дорожнє покриття і приймає на себе основний транспортний потік. До Красногорської вулиці в деяких місцях примикає галявина лісопарку, а Комсомольська вулиця йде безпосередньо берегом осушувального каналу. У кінці вулиці Пушкіна знаходяться дачні ділянки.

## Історія
Селище Круча згадується ще у літературі XIX століття, а його територія відзначалася як населена на картах середини XIX століття.
У 1914 році будівельне відділення Таврійського губернського правління схвалило проєкт молитовного будинку в селищі Круча, названого на честь Московського митрополита Олексія. Корисна площа за проєктом становила 88,5 м². Молитовний будинок був розрахований на 352 відвідувача.
Підгірна вулиця згадується в числі вулиць Мелітополя вже у 1939 році. Тим не менш, на німецькій військовій мапі 1943 року Круча ще позначається як окреме село на 120 дворів, що не входить до меж міста. На карті відзначені лише дві з нинішніх п'ять вулиць Кручі: Пушкіна вже має сучасну протяжність, а Підгірна вулиця складається лише з декількох будинків на початку вулиці. Комсомольська вулиця була прокладена у 1953 році, а Червоногірська вулиця і вулиця 23 жовтня — в 1957 році

## Транспорт
Територією району курсує автобусний маршрут № 19, наступний уздовж всієї довжини вулиці Пушкіна.